# Mistrzostwa Świata w Snookerze 1928
Mistrzostwa Świata w Snookerze 1928 − drugie mistrzostwa świata w snookerze, których finał został rozegrany w maju 1928 w Camkin's Hall w Birmingham. Po raz drugi mistrzem świata został Joe Davis, który w finale pokonał Freda Lawrence'a 16−13. Najwyższego breaka (46) osiągnął Alec Mann.

## Wyniki turnieju

### Runda 1
Lepszy w 23 frame'ach
 Alec Mann 14−9  Albert Cope

 Tom Newman 12−6  Frank Smith

### Runda 2
Lepszy w 23 frame'ach
 Fred Lawrence 12−11  Alec Mann

 Tom Newman 12−5  Tom Dennis

### Runda 3
Lepszy w z 23 frame'ach
 Fred Lawrence 12−7  Tom Newman

### Finał
Lepszy w 31 frame'ach
 Joe Davis 16−13  Fred Lawrence